# Protestas en Magallanes de 2011

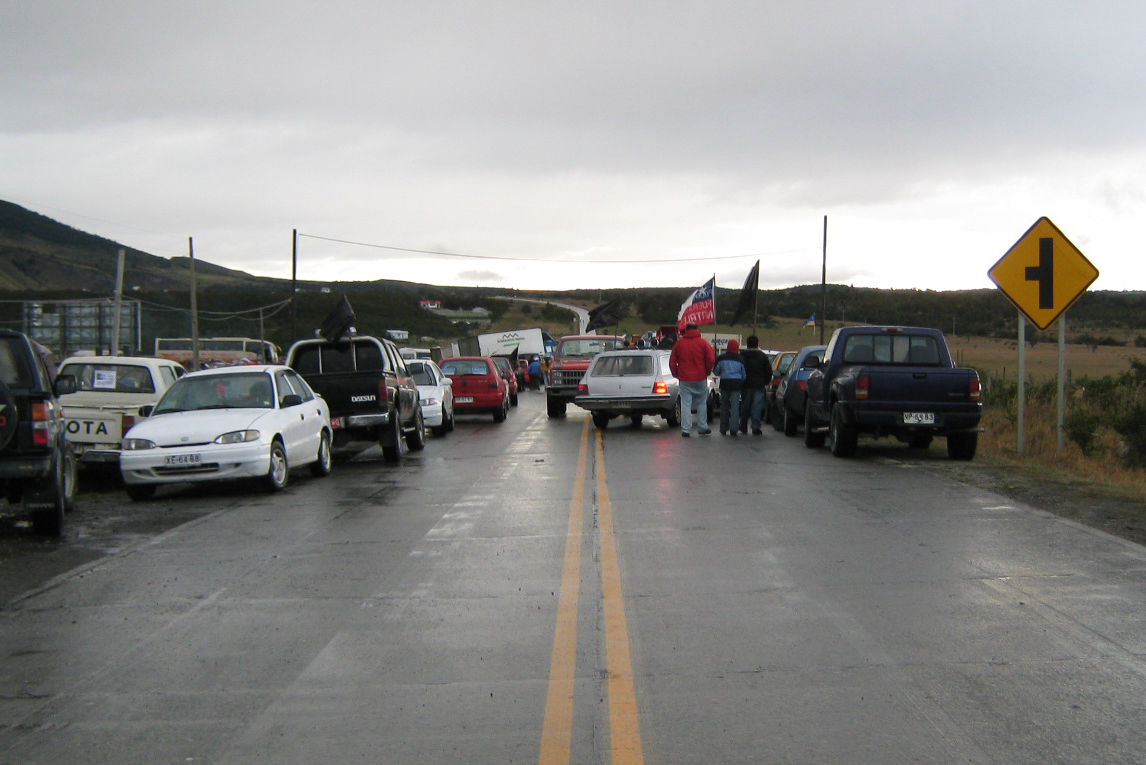
Corte de Ruta Nº 9 y Camino 4 (Y-135) en Puerto Natales.

Las protestas en Magallanes de 2011 (también conocidas como el «Segundo Puntarenazo») fueron una serie de movilizaciones sociales provocadas por el alza en el valor del gas natural en la región chilena de Magallanes, realizadas durante enero de 2011.
Las protestas, de amplia participación ciudadana, provocaron un fuerte golpe al gobierno del presidente Sebastián Piñera, que para aplacar el descontento optó por solicitar la renuncia a su ministro de Energía en lo que fue su primer cambio de gabinete, además de la renuncia de la intendenta de Magallanes. Tras una semana de protestas, el gobierno acordó rebajar el alza desde un 16,8% a sólo un 3% (equivalente a la inflación anual) y entregar amplios subsidios para las familias de menores recursos de la región.

## Antecedentes
En mayo de 2009, dirigentes de la Confederación de la Producción y del Comercio (CPC) de la región de Magallanes, ubicada en el extremo austral de Chile, dirigida por Alejandro Kusanovic, denunciaron una futura alza en los precios del gas domiciliario y comercial en la región, los que llegarían hasta el 48%. Las autoridades de la época —entonces del gobierno de Michelle Bachelet— desmintieron dichas acusaciones, y como resultado de esto comenzaron las primeras movilizaciones a finales de 2009.[¿cuándo?] Para lo cual se formó el CODEMA (Comite de Defensa De Magallanes) creado por Alejandro Kusanovic, Alejandro Riquelme, Guillermo Perez y Ramon Vargas, organizaron varias protestas el 2009, siendo la principal la caravana de 600 autos que partio de la Costanera recoriendo la ciudad. El precio se mantuvo por un año, y en octubre de 2010 —ahora en el gobierno de Sebastián Piñera— nuevamente la CPC Magallanes advirtió de la futura materialización del alza.
El 29 de diciembre de 2010, el directorio de la Empresa Nacional del Petróleo (ENAP) comunicó el aumento en un 16,8% el precio del gas natural en Magallanes. La medida tenía por objetivo disminuir la diferencia entre el precio del gas subsidiado que cobra ENAP a la distribuidora Gasco Magallanes y los valores del mercado internacional, tomando en cuenta que la petrolera nacional atravesaba por una complicada situación económica y debía mejorar sus márgenes. La decisión fue tomada por el directorio de la empresa estatal, con la participación de los ministros de Energía y Minería, Ricardo Raineri y Laurence Golborne.
Por otro lado, la extracción del recurso natural de gas en Magallanes era vendida a un bajo costo a la empresa transnacional Methanex, de capitales canadienses, quienes ocupaban un 75% de la producción total de ENAP, lo cual era fuertemente criticado por la comunidad local.

## Desarrollo

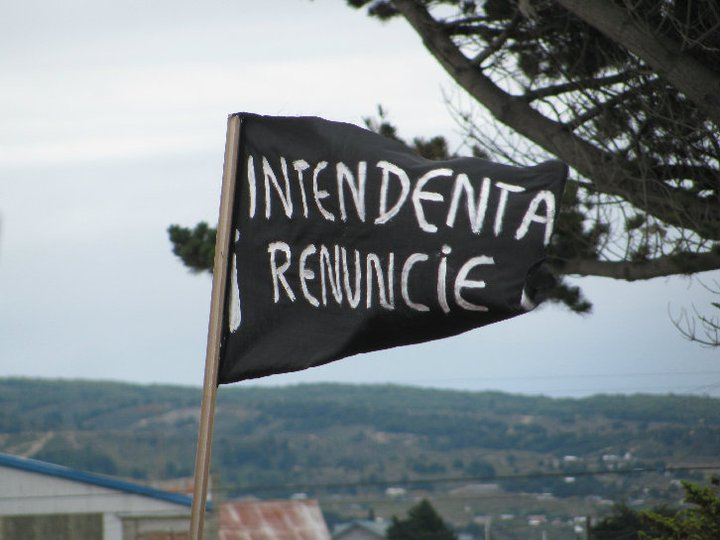
Bandera negra exigiendo la dimisión de la intendenta de Magallanes, Liliana Kusanovic.

La decisión de la ENAP, que contó con el respaldo del Presidente de la República, del Ministro de Energía Raineri, y del Ministro de Minería Laurence Golborne, provocó una serie de manifestaciones públicas en esa región organizadas por el CODEMA (Comité de Defensa  de Magallanes), CPC Magallanes y sumandose agrupaciones sociales, desde el 5 de enero, incluyendo movilizaciones multitudinarias y paralización de actividades en sus ciudades más importantes, como Punta Arenas y Puerto Natales. Ante el rechazo ciudadano, Raineri criticó dicha postura argumentando que “el subsidio en Magallanes es una fiesta que debe terminar”, generando mayor descontento entre los magallánicos.
El 11 de enero la Asamblea Ciudadana de Magallanes convocó a un paro indefinido a partir de la medianoche. Esa misma noche, dos mujeres, Claudia Castillo Campos de 19 años y Melisa Silva Ruiz de 23, murieron arrolladas por una camioneta durante las protestas en Punta Arenas.
Durante el día 12 de enero, el paro continuó en las principales localidades de la región de Magallanes, extendiéndose a los principales pasos fronterizos con Argentina, por lo cual quedaron aislados más de dos mil vehículos que intentaban cruzar desde la provincia de Tierra del Fuego hacia Santa Cruz a través de territorio chileno. Otros 1.500 turistas quedaron sin movilización en el Parque nacional Torres del Paine luego de que piquetes magallánicos cortaran las rutas hacia Puerto Natales y El Calafate. Aunque funcionó en forma normal, los cortes en la ruta hacia el Aeropuerto Internacional Presidente Carlos Ibáñez del Campo obligaron a la suspensión de los vuelos de Sky Airline y de LAN Airlines.

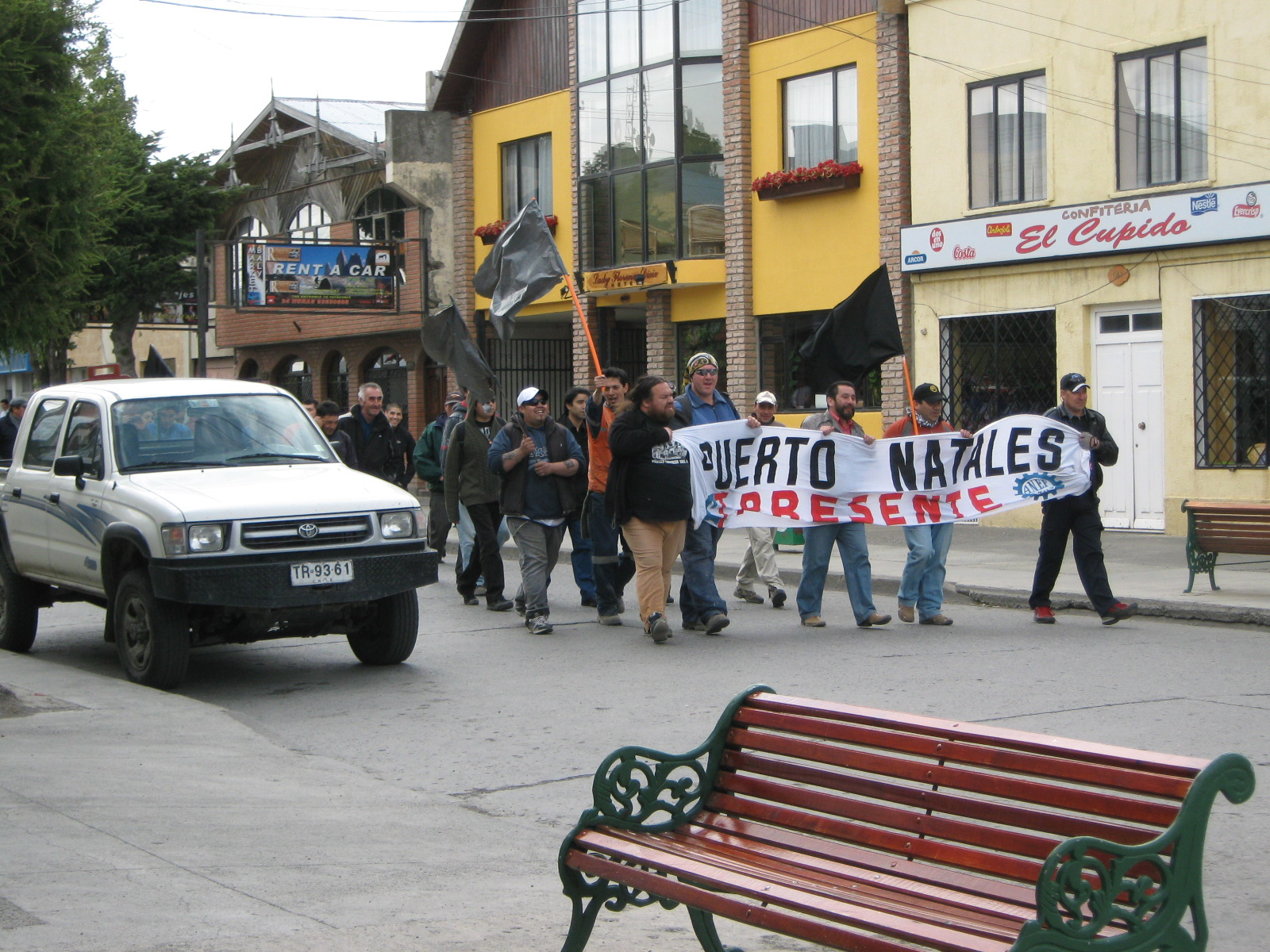
Habitantes de Puerto Natales marchan en rechazo al alza del gas.

El 14 de enero, la ministra secretaria general de Gobierno Ena von Baer anunció cambios en el gabinete luego de la partida del ministro Raineri y de otros tres ministros. Esta partida tuvo dos factores determinantes; uno fue la aprobación de la acusación constitucional presentada en la Cámara de Diputados por los parlamentarios magallánicos Miodrag Marinovic y Carolina Goic, y el que la querella presentada por el abogado Juan José Arcos contra el ministro Rainieri por el delito de homicidio culposo fuera acogida a trámite por el magistrado Jaime Provoste.[cita requerida] El ministerio de Energía fue asumido por Laurence Golborne, quien se convirtió en biministro de Minería y Energía el 16 de enero. El recién asumido ministro Golborne viajó a Magallanes el 17 de enero, donde continuó las negociaciones con la Asamblea Ciudadana de Magallanes. Esa noche, Golborne fue acorralado por una masa de manifestantes en una radio local, por lo que tuvo que ser escoltado por fuerzas especiales.
El 18 de enero se firmó un acuerdo entre el Gobierno y la Asamblea, donde se estableció que el alza del precio del gas sólo aumentaría un 3% durante los 10 meses siguientes, y se volvió a definir el subsidio gubernamental en la barrera de los 25 mil m³. Además, el Gobierno se comprometió a entregar 18 mil subsidios a las familias más pobres de la región. Ello permitió el fin del paro regional, que se extendió durante una semana.

## Consecuencias

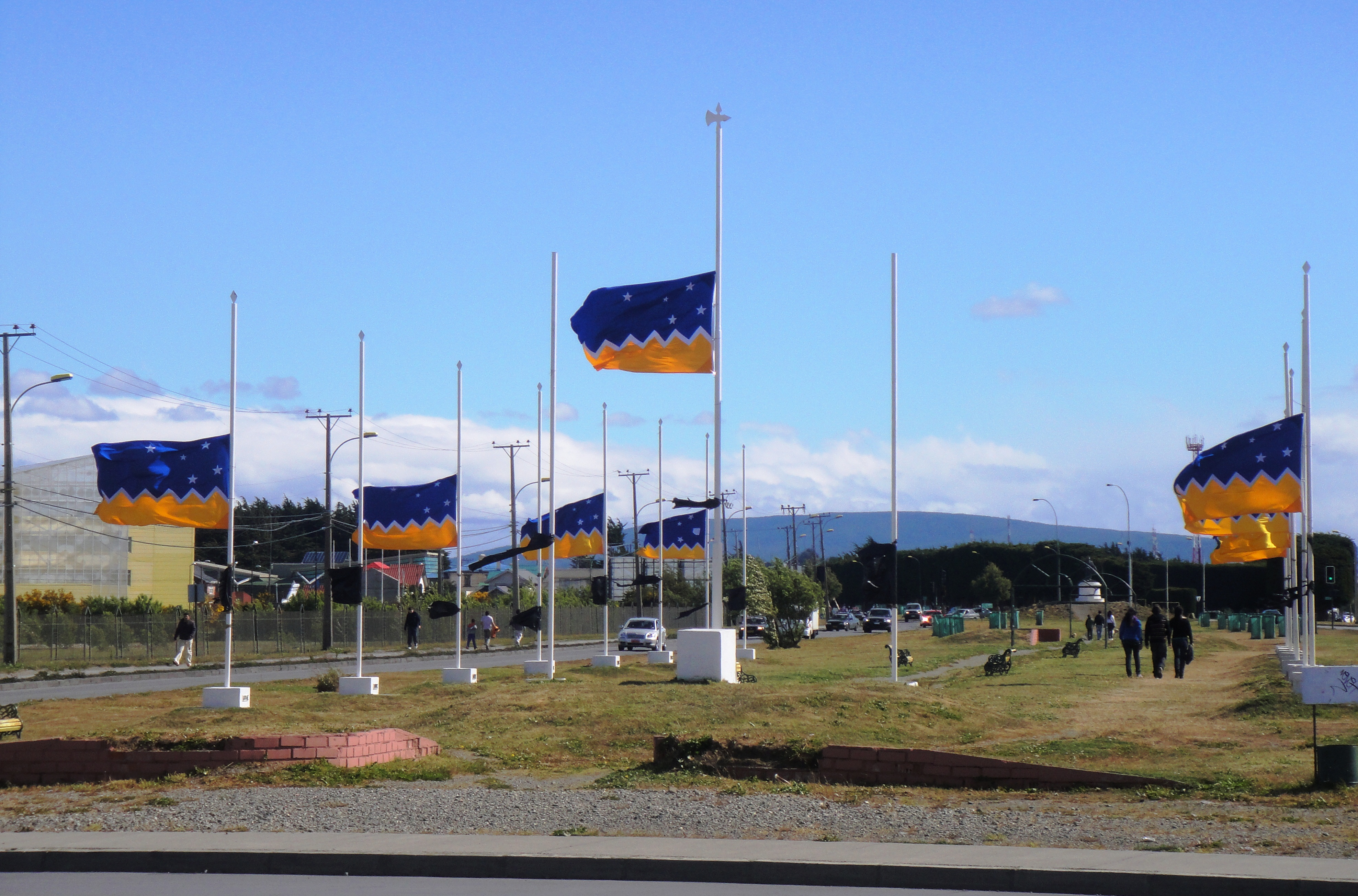
Banderas magallánicas a media asta durante las movilizaciones de 2011 frente al Campus Central de la Universidad de Magallanes en Punta Arenas.

El impacto de la crisis magallánica golpeó duramente al gobierno de Sebastián Piñera. Según la encuesta Adimark, en el mes de enero la aprobación presidencial bajó 6 puntos llegando al 41%, mientras un 46% de la población manifestó desaprobación, siendo primera vez en su gobierno en que se produjo un rechazo mayoritario. Al analizar por semanas, durante plena crisis, la desaprobación a Sebastián Piñera llegó a un clímax de 52% entre el 11 y el 17 de enero. Pese a ser uno de los principales involucrados, Laurence Golborne no sufrió cambios en su percepción ciudadana, bajando dos puntos de aprobación a un 84%. Un estudio de la Universidad Central de Chile respecto al tema señaló que un 94,7% de los chilenos apoyaba la idea de que las zonas extremas del país tuvieran subsidios especiales, 54% creía que el culpable de las protestas era el Gobierno central, 50,7% estaba en contra de aplicar la Ley de Seguridad Interior del Estado y un 82% apoyó que la población de Magallanes se haya tomado las calles como forma de manifestarse.
Respecto a las demandas de los manifestantes a largo plazo, en septiembre de 2011 el ministro de Energía Rodrigo Álvarez Zenteno (de origen magallánico, que asumió en el cargo el 22 de julio de 2011), anunció que sería enviado al Congreso Nacional el Proyecto de Ley sobre Tarificación de Gas para la Región de Magallanes, normativa que establecería un subsidio permanente e indefinido y que congelaría la tarifa residencial del gas hasta el año 2016, reajustado únicamente por el IPC, estableciendo a su vez los mecanismos para determinar los precios en los años sucesivos. Asimismo, el proyecto determina que en el caso de declararse una contingencia, la preferencia absoluta de consumo de gas la tendrán los usuarios residenciales de la región.